# Discosia aquatica
Discosia aquatica är en svampart som beskrevs av Fautrey 1893. Discosia aquatica ingår i släktet Discosia och familjen Amphisphaeriaceae.   Inga underarter finns listade i Catalogue of Life.